# بیلی بیسکر
بیلی بیسکر (انگلیسی: Billy Bisseker; ۱۱ نوامبر ۱۸۶۳ – ۵ مارس ۱۹۰۲) بازیکن فوتبال اهل پادشاهی متحد بریتانیای کبیر و ایرلند بود.
از باشگاه‌هایی که در آن بازی کرده‌است می‌توان به باشگاه فوتبال وست برومویچ آلبیون اشاره کرد.